# Смильтине
Смилтине́ (нем. Sandkrug; лит. Smiltynė) — часть города Клайпеды, расположенная на северной оконечности Куршской косы в Литве рядом с узким проливом, который соединяет залив с Балтийским морем. Смилтине не принадлежит муниципалитету Неринги, хотя находится на Куршской косе и является частью национального парка. Через пролив шириной 0,5 км, на материковой части Литвы, находится портовый город Клайпеда. Паромы перевозят транспорт и людей ежедневно.

## История
Деревня начиналась как пункт путешествия между Мемелем (современная Клайпеда) и Кёнигсбергом (современный Калининград). Местность впервые упоминается в 1429 году. Первая гостиница и таверна были построены в 1525 году. На северной оконечности мыса в 1865—1871 годах была построена крепость Копгалис. В 1897 году Смильтине вошёл в состав Клайпедского муниципалитета. В 1901 году был построен большой и роскошный курхаус с рестораном и казино. Деревня превратилась в популярный среди состоятельных жителей Клайпеды курорт. После Второй мировой войны Куршская коса была ограниченным военным районом. Только в 1950-х разрешили вернуться сюда первым туристам. Многие старые здания сохранились до наших дней, большинство из них были отремонтированы.

## Достопримечательности
- Литовский морской музей и дельфинарий. Морской музей расположен в здании старинной прусской крепости 19 века Копгалис.
- Этнографическая усадьба приморского рыбака.
- Экспозиция старых кораблей.
- Памятник «Альбатрос» (открытый в 2011 году, скульптор К.Пудимас).
- Музей природы, который рассказывает посетителям о уникальной фауне и флоре Куршской косы.

## Галерея
- Литовский морской музей
- Пингвины
- Дельфинарий
- Старая архитектура
- Вид на Клайпеду с берега смилтине